# Кубала, Людвик
Людвик Кубала (пол. Ludwik Kubala; 9 сентября 1838, Каменица близ г. Новы-Сонч — 30 сентября 1918, Львов) — польский историк.

## Биография
Слушал лекции по праву в Ягеллонском университете Кракова, затем в 1858—1861 гг. — студент философского факультета Венского университета.
Принимал участие в подготовке польского восстания 1863 года, затем — активный его участник . Был начальником полиции краковских повстанцев. После поражения восстания властями Австрии был заключён в крепостную тюрьму г. Йозефштадта (ныне Яромерж (Чехия)), в которой находился с декабря 1863 по ноябрь 1865.
В 1872 ему с большими трудностями устроиться на работу учителем в одну из львовских гимназий.
В 1875 году женился. От этого брака у него было два сына: Томаш и Вавжинец и две дочери: Мария и Ядвига Прочницка.
Жил и работал во Львове. Умер в 1918 году. Похоронен на Лычаковском кладбище.

## Научная деятельность
Заниматься историческими исследованиями Л. Кубала начал находясь в заключении. В 1880—1881 опубликовал два тома исторических очерков, который принесли автору такую славу и популярность, что под их влиянием писатель Генрик Сенкевич отказался от написания повести о польском короле Владиславе III Варненьчике, и взялся за создание своей знаменитой исторической трилогии («Огнём и мечом», «Потоп», «Пан Володыёвский»).
Кубала — автор исторического очерка «Посольство Пушкина в Польшу» об отношениях Речи Посполитой с Москвой в XVII веке.
Творческое наследие Л. Кубала включает несколько сотен исторических работ.

### Избранная библиография
- Осада Львова в 1648 году / Oblężenie Lwowa w roku 1648.
- Королевич Ян Казимир / Królewicz Jan Kazimierz.
- Осада Збаража / Oblężenie Zbaraża.
- Битва под Берестечко / Bitwa pod Beresteczkiem.
- Костка-Наперский / Kostka-Napierski.
- Процесс Радзийовского / Proces Radziejowskiego.
- Первое «Liberum Veto» / Pierwsze «Liberum Veto».
- Кровавые сваты / Krwawe swaty.
- Чёрная смерть / Czarna śmierć.
- Жванецкий поход / Wyprawa żwaniecka.
- Московская война 1654—1655 гг. / Wojna moskiewska R. 1654—1655.
- Шведская война 1655 и 1656 гг. / Wojna szwecka w roku 1655 i 1656.
- Бранденбургская война и нападение Ракоши в 1656—1657 гг. / Wojna Brandenburska i najazd Rakoczego w roku 1656—1657.
- Датские войны и оливский мир / Wojny duńskie i pokój oliwski и др.